# Hrvatski suverenisti
Hrvatski suverenisti (deutsch Kroatische Souveränisten), kurz HS, ist eine konservative und christlich-rechte politische Partei in Kroatien. Sie wurde im Jahr 2019 gegründet und wird von Marijan Pavliček und Hrvoje Zekanović geleitet.

## Geschichte

### Gründung
Die Partei wurde ursprünglich im November 2019 in Zagreb gegründet, als politische Plattform zwischen der Kroatischen Konservativen Partei (HKS), der Partei Hrast und einigen Bürgerinitiativen wie „Istina o Istanbulskoj“ und „Hrvatski bedem“.

### Parlamentswahl 2020
Die Partei wurde im Jahr 2020 in den Sabor (Kroatisches Parlament) gewählt, in einer Koalition unter der Führung der Heimatbewegung. Laut dem Stand von 2021 haben die Souveränisten vier Abgeordnete im Sabor.

### Zusammenschluss von kleineren rechten Parteien
Am 2. Oktober 2021 wurde eine Vereinigungsversammlung in der kroatischen Hauptstadt Zagreb abgehalten. Während dieser Versammlung wurde bekanntgegeben, dass drei kleinere konservative und rechte Parteien (Kroatische Konservative Partei, Hrast und die Generation des Wiederaufbaus) ihre Aktivitäten einstellen werden, um sich den Kroatischen Souveränisten anzuschließen.

### „Beschützt die kroatische Kuna“
Nachdem Andrej Plenković (HDZ), der Premierminister Kroatiens, ankündigte, dass er Kroatiens Beitritt in die Eurozone Anfang 2023 erwartet, starteten die Souveränisten eine Kampagne mit dem Namen „Beschützt die kroatische Kuna“ (kroatisch Zaštitimo hrvatsku kunu). Hrvoje Zekanović kündigte an, dass die Souveränisten Unterschriften für ein Referendum sammeln werden und behauptete: „Bürger, die für die EU stimmten, wussten nicht, dass wir verpflichtet sind, den Euro einzuführen“. Der Parlamentsabgeordnete Marijan Pavliček argumentierte während einer Rede im Parlament: „Ein so wichtiges Thema, wo ein Teil der Unabhängigkeit verloren geht, in diesem Fall die Währungssouveränität, kann nicht von Einzelpersonen in ihren Büros, nach einer Vereinbarung mit den Mächten in Brüssel, entschieden werden. Über dieses Thema kann nur das kroatische Volk in einem Referendum entscheiden.“
Die Initiative wurde ebenfalls von der Kroatischen Partei des Rechts, den Unabhängigen für Kroatien und der Generation des Wiederaufbaus unterstützt.
Am 24. Oktober 2021 startete die Initiative mit der Unterschriftensammlung für ein Referendum. Der Parlamentsabgeordnete Marko Milanović Litre berichtete in einem Interview, dass bereits nach fünf Tagen 157.000 Unterschriften abgegeben wurden. Für ein Referendum muss die Initiative bis zum 7. November 2021 mindestens 368.867 Unterschriften gesammelt haben.

## Programm
Auf ihrer Webseite bezeichnet die Partei:
- nationale Souveränität
- Selbstversorgung
- Christliche Werte
- Freiheitsrechte

als ihre Programmrichtlinien.

## Wahlergebnisse

### Parlamentswahlen
| Wahl        | Koalition               | Stimmen            | Prozent            | Sitze                  | Veränderung            | Teil der Regierung? |
| Wahl        | Koalition               | (Koalition gesamt) | (Koalition gesamt) | (Hrvatski suverenisti) | (Hrvatski suverenisti) | Teil der Regierung? |
| ----------- | ----------------------- | ------------------ | ------------------ | ---------------------- | ---------------------- | ------------------- |
| 2020 (Juli) | DPMŠ geführte Koalition | 181.492            | 10,89 (#3)         | 4/151                  | neu kandidiert         | Opposition          |
| 2024        | Most-geführte Koalition | 169.988            | 8,02 (#5)          | 2/151                  | −2                     | Opposition          |

### Europawahlen
| Jahr            | Stimmen | Stimmanteil | gewonnene Mandate | Differenz      | Fraktionszugehörigkeit |
| --------------- | ------- | ----------- | ----------------- | -------------- | ---------------------- |
| Europawahl 2019 | 91.546  | 8,52 (#3)   | 1/12              | neu kandidiert | EKR                    |
| Europawahl 2024 | 30.155  | 4,01 (#7)   | 0/12              | −1             |                        |